# خورشیدگرفتگی ۱ ژوئیه ۲۰۵۷
خورشیدگرفتگی ۱ ژوئیه ۲۰۵۷ (به انگلیسی: Solar eclipse of July 1, 2057) یک خورشیدگرفتگی از نوع خورشیدگرفتگی حلقه‌ای است. این خورشیدگرفتگی در تاریخ ۱ ژوئیه ۲۰۵۷ میلادی (‎۱۱ تیر ۱۴۳۶ خورشیدی) روی خواهد داد که زمان اوج آن، ساعت ۲۳:۴۰:۱۵ به‌وقت ساعت هماهنگ جهانی است. مدت زمان و طول این خورشیدگرفتگی ۴ دقیقه و ۲۳ ثانیه خواهد بود.